# دبابة يوسف ستالن
أي أس 2 (الحرفين IS بالسيريلية يشيران إلى إيوسف ستالِن  يوسف ستالين بالسيريلية Ио́сиф Ста́лин)
هي سلسلة من الدبابات الثقيلة جائت خلفا لسلسلة دبابات كليمنت فوروشيلوف من قبل الاتحاد السوفيتي خلال الحرب العالمية الثانية. سميت على اسم الزعيم السوفيتي جوزيف ستالين. وقد تم تصميم الدبابة الثقيلة بدروع سميكة لمواجهة البنادق الألمانية عيار 88 ملم، ويمكنها مدفعها من مواجهة دبابتي تايجر وبانثر.دخلت الخدمة في أبريل عام 1944، وكانت بمثابة رأس الحربة في معركة برلين حيث استخدمها الجيش الأحمر في المرحلة الأخيرة من الحرب.
كان اسم الدبابة كليمنت فوروشيلوف-13 أو اختصارا كى في-13 التي سُميت نسبة إلى كليمنت فوروشيلوف لكن عندما فقد شعبيته السياسية، أُعيدت تسمية الدبابة حديثة الصنع، إلى أي أس-1 (نسبة إلى جوزيف (يوسف) ستالين) والتي سرعان ما تم تطويرها وتزويدها ببرج جديد ومدفع عيار 122مم، وسُمّي هذا الطراز الجديد أي أس-2 والتي كانت أولى الدبابات الثقيلة التي حققت تفوّقًا عمليًا على الدبابة المتوسطة تي-34 على الرغم من بطئها النسبي وثمنها الباهظ. تلى الدبابة أي أس-2 دبابة أخرى معدّلة ذات هيكل معدني متطور حملت اسم أي أس-3 إلا أنها لم تُمنح فرصة المشاركة في المعارك. من جانبها كانت الدبابة كى ڤي-8 من فئة الدبابات قاذفة اللهب.

## معرض صور

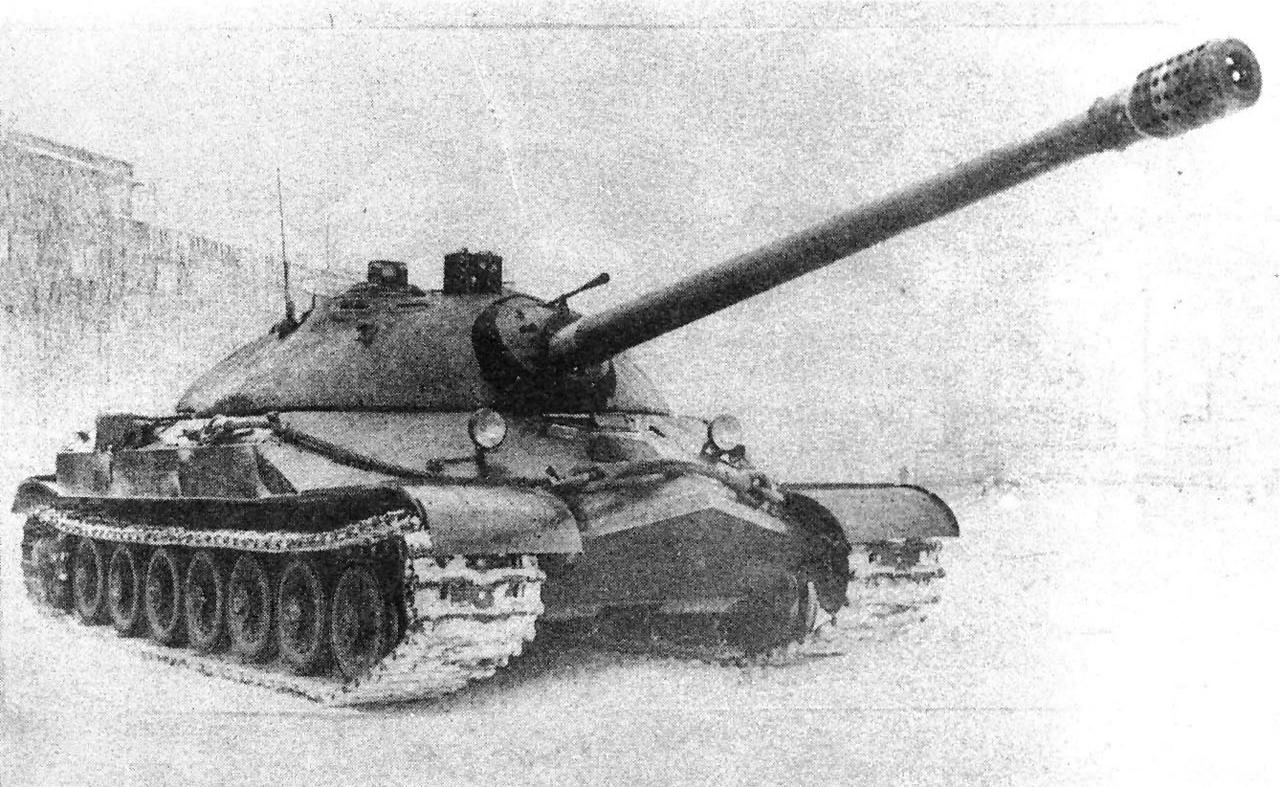
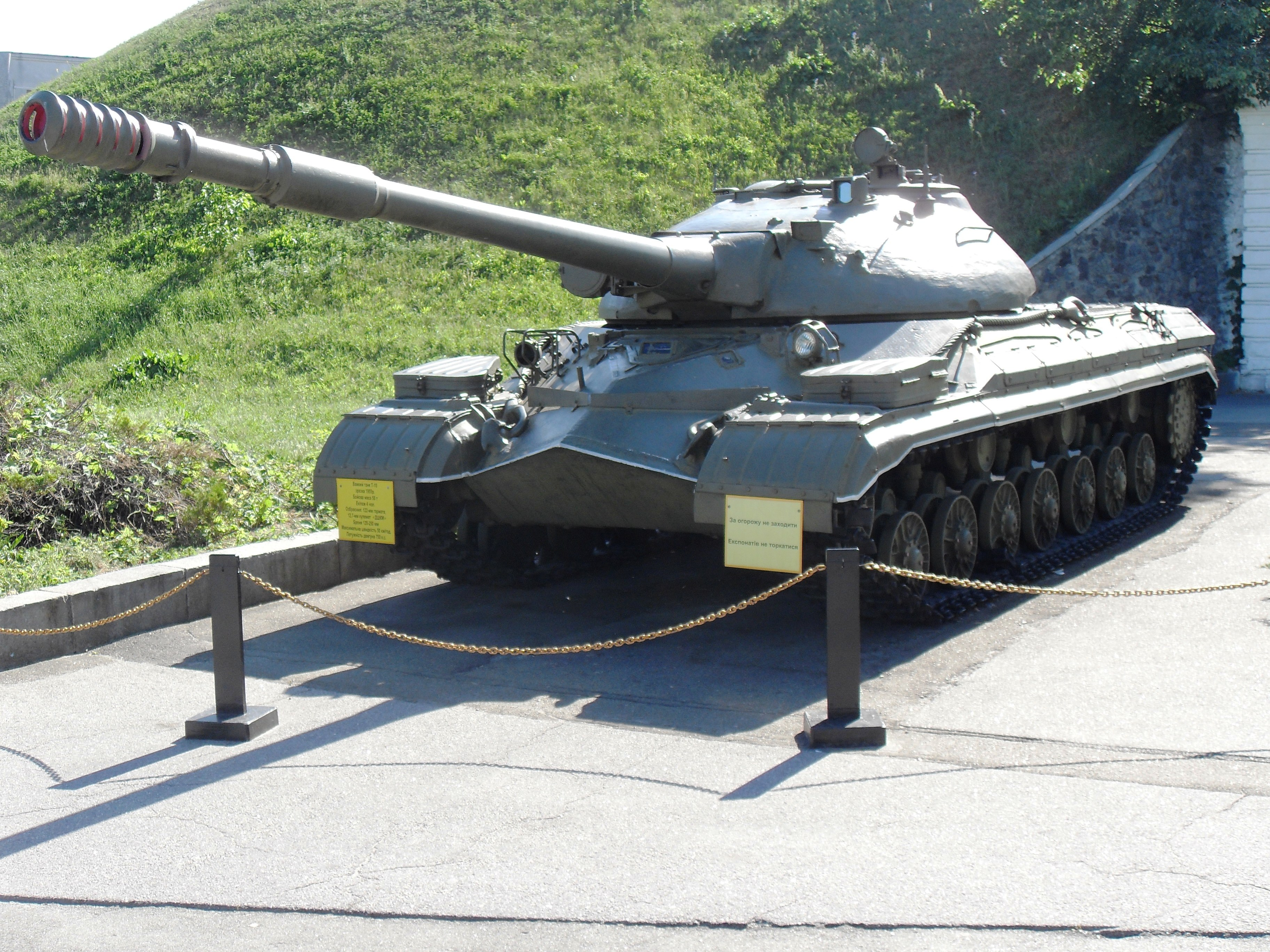
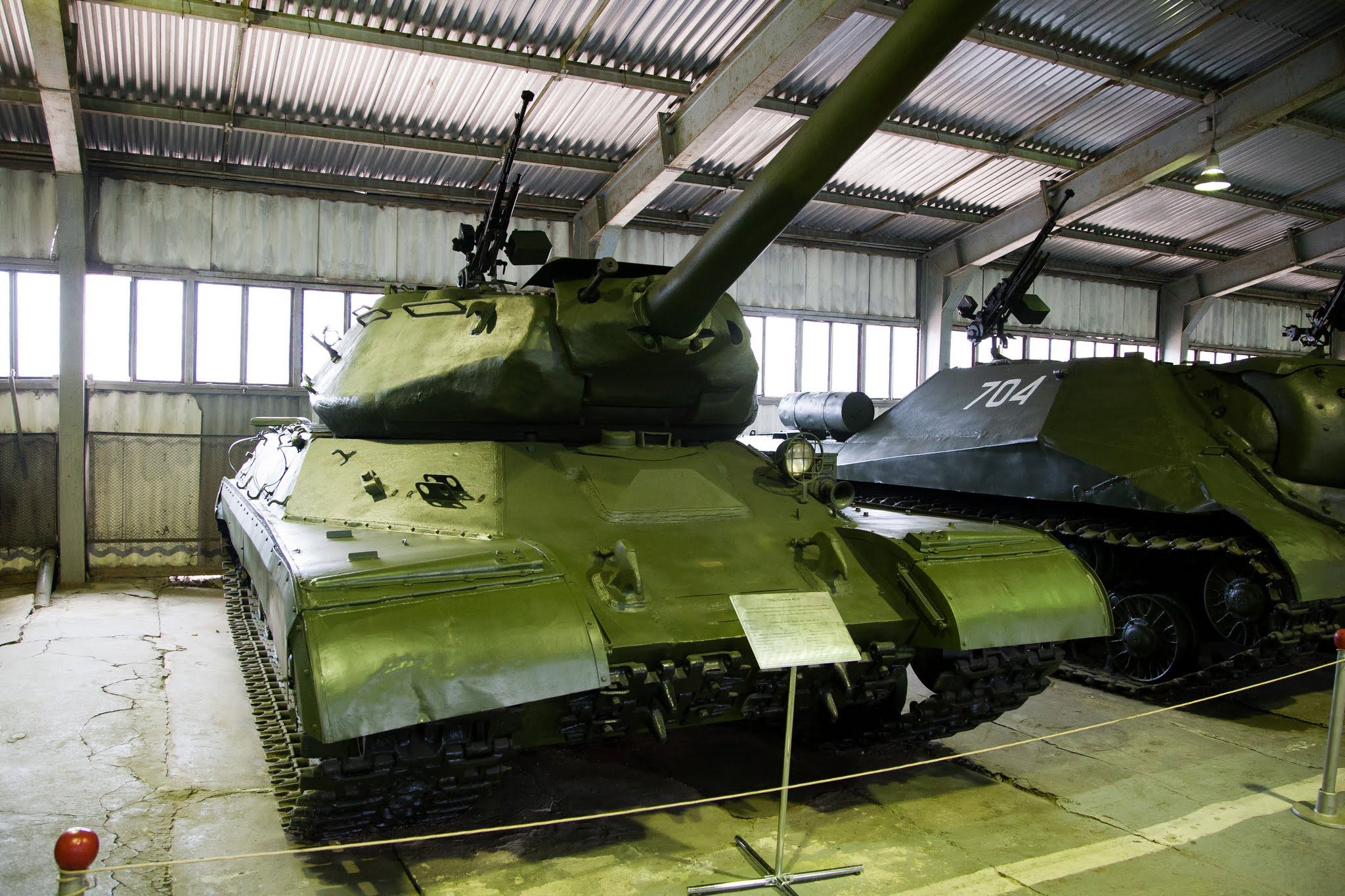
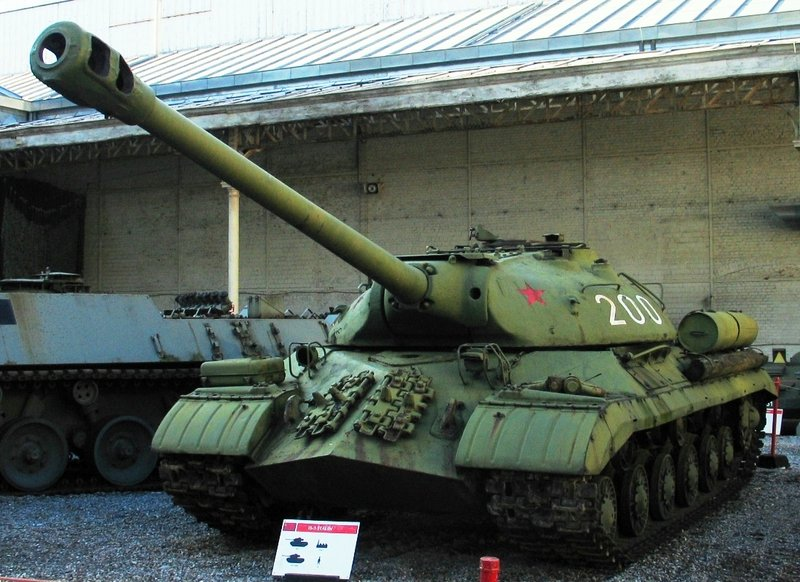